# Pasi Hagström
Pasi Hagström (ur. 22 grudnia 1966 w Espoo) – fiński kierowca rajdowy. Ma za sobą starty w Mistrzostwach Świata oraz wicemistrzostwo Serii FIA Teams' Cup.
W 1993 roku Hagström zadebiutował w Rajdowych Mistrzostwach Świata. Pilotowany przez Tero Gardemeistera i jadący Toyotą Corollą GT zajął wówczas 26. miejsce w Rajdzie Finlandii. W kolejnych latach startował głównie w Rajdzie Finlandii, a od 1998 roku także w Rajdzie Szwecji. W 1997 roku zdobył pierwszy punkt w klasyfikacji generalnej Mistrzostw Świata, gdy jadąc Toyotą Celiką GT-Four zajął w Rajdzie Finlandii 6. miejsce. W 2001 roku startował w serii FIA Teams' Cup jadąc Toyotą Corollą WRC w zespole Team Toyota Castrol Finland. Wywalczył wicemistrzostwo serii zajmując 2. miejsce za Duńczykiem Henrikiem Lundgaardem i wygrywając w serii Rajd Szwecji i Rajd Grecji. W tym samym roku zajął 6. miejsce w klasyfikacji generalnej Rajdu Cypru (1 punkt w MŚ). Od 2002 roku nie startuje w rajdach MŚ.
Swój debiut rajdowy Hagström zaliczył w 1991 roku. Wcześniej startował w Mistrzostwach Finlandii w Motocrossie i trzykrotnie je wygrał. W 1993 roku osiągnął pierwszy sukces na rodzimych rajdowych trasach, gdy wywalczył wicemistrzostwo kraju w grupie N. W 1999 roku wywalczył tytuł mistrza Finlandii wygrywając wszystkie rajdy w sezonie. W 2002 roku został zatrudniony jako ekspert Tommiego Mäkinena od rajdów szutrowych w Subaru World Rally Team. Z kolei w 2003 roku został kierowcą Subaru Rally Team USA i startował w amerykańskich rajdach do 2004 roku.

## Występy w mistrzostwach świata
| Sezon | Zespół                      | Samochód                | 1       | 2          | 3          | 4          | 5         | 6         | 7             | 8             | 9             | 10              | 11        | 12        | 13              | 14              | 15 | 16 | Punkty | Miejsce |
| ----- | --------------------------- | ----------------------- | ------- | ---------- | ---------- | ---------- | --------- | --------- | ------------- | ------------- | ------------- | --------------- | --------- | --------- | --------------- | --------------- | -- | -- | ------ | ------- |
| 1993  | Pasi Hagström               | Toyota Corolla GT       | Monako  | Szwecja    | Portugalia | Kenia      | Francja   | Grecja    | Argentyna     | Nowa Zelandia | 26            | Australia       | Włochy    | Hiszpania | Wielka Brytania |                 |    |    | 0      | -       |
| 1994  | Pasi Hagström               | Toyota Celica Turbo 4WD | Monako  | Portugalia | Kenia      | Francja    | Grecja    | Argentyna | Nowa Zelandia | 11            | Włochy        | Wielka Brytania |           |           |                 |                 |    |    | 0      | -       |
| 1996  | Pasi Hagström               | Toyota Celica GT-Four   | Szwecja | Kenia      | Indonezja  | Grecja     | Argentyna | 13        | Australia     | Włochy        | Hiszpania     |                 |           |           |                 |                 |    |    | 0      | -       |
| 1997  | Pasi Hagström               | Toyota Celica GT-Four   | Monako  | Szwecja    | Kenia      | Portugalia | Hiszpania | Francja   | Argentyna     | Grecja        | Nowa Zelandia | 6               | Indonezja | Włochy    | Australia       | Wielka Brytania |    |    | 1      | 26.     |
| 1998  | Pasi Hagström               | Toyota Celica GT-Four   | Monako  | 11         | Kenia      | Portugalia | Hiszpania | Francja   | Argentyna     | Grecja        | Nowa Zelandia | 9               | Włochy    | Australia | Wielka Brytania |                 |    |    | 0      | -       |
| 1999  | Pasi Hagström               | Toyota Corolla WRC      | Monako  | 7          | Kenia      | NU         | Hiszpania | Francja   | Argentyna     | Grecja        | Nowa Zelandia | NU              |           | Włochy    | Australia       | Wielka Brytania |    |    | 0      | -       |
| 2000  | Pasi Hagström               | Toyota Corolla WRC      | Monako  | 11         | Kenia      | 13         | Hiszpania | Argentyna | Grecja        | Nowa Zelandia | 7             | Cypr            | Francja   | Włochy    | Australia       | Wielka Brytania |    |    | 0      | -       |
| 2001  | Team Toyota Castrol Finland | Toyota Corolla WRC      | Monako  | NU         | 10         | Hiszpania  | Argentyna | 6         | NU            | Kenia         | 9             | Nowa Zelandia   | NU        | Francja   | 16              | Wielka Brytania |    |    | 1      | 21.     |